# Rinus van Blankers
Rinus van Blankers (14 oktober 1958) is een Nederlandse golfprofessional.

## Biografie
Van Blankers begon met golf toen hij al dertig jaar was en was 32 jaar toen hij golfprofessional werd. Hij ging les geven op de De Hooge Vorssel en spelen op de EPD Tour en de Europro Tour.
In 2002 won hij de PGA Holland Tourschool op Het Rijk van Nijmegen.
In 2007 werd hij met een score van -7 derde in het Schönbuch Classic.
In 2008 werd Van Blankers derde op het Senior Profkampioenschap op Golfclub de Dommel. Hij werd dat jaar ook vijftig jaar en probeerde zich te kwalificeren voor de Senior Tour. Hij plaatste zich op Quinta de Cima voor de Senior Tourschool, maar slaagde er niet in een spelerskaart te bemachtigen.
In 2009 gingen drie Nederlanders naar de Tourschool: Blankers, Peter Kreft en Roy Vanderloop. Alle drie kwalificeerden zij zich niet voor de Finals.
In 2011 won Van Blankers de Senior Cup, waardoor hij mee mocht doen aan het Dutch Senior Open op de Haagsche. In 2012 was de Senior Cup afgelast wegens slecht weer, en mocht Van Blankers als laatste winnaar opnieuw aan het Van Lanschot Senior Open meedoen.

## Gewonnen
PGA Holland
- 2010: Tourschool op het Rijk van Nijmegen[2]
- 2011: Senior Cup op de Dommel
- 2012: Nationaal Senior Open op Crayestein[3]